# Krajimir Grbović
Krajimir Grbović, srbski general, * 28. avgust 1921, † ?.

## Življenjepis
Leta 1941 je vstopil v NOVJ in KPJ. Med vojno je bil poveljnik več enot.
Po vojni je končal VVA JLA, Artilerijsko šolo streljanja in Vojno šolo.